# Anomalistisk psykologi
Anomalistisk psykologi är läran om mänskligt beteende och erfarenheter i samband med vad som ofta kallas det paranormala, utan antagandet att det finns något paranormalt inblandat. I hypotesen om att paranormala förklaringar inte existerar, försöker forskare ge rimliga icke-paranormala redogörelser, med stöd av erfarenhetsmässiga bevis, hur psykologiska och fysiska faktorer kan kombineras för att skapa en paranormal upplevelse, när det i själva verket inte funnits någon.
Sådana förklaringar kan innefatta tankefel, avvikande psykologiska tillstånd, personlighetsfaktorer, utvecklingsfrågor, typ av minne, illusionspsykologi och självillusion.